# تورتور
تورتور (به فرانسوی: Tourtour) یک کمون در فرانسه است که در بخش ور از ناحیهٔ پروانس-آلپ-کوت دازور واقع شده‌است. تورتور ۲۸٫۶۹ کیلومتر مربع مساحت و ۵۳۶ نفر جمعیت دارد و ۶۳۵ متر بالاتر از سطح دریا واقع شده‌است.